# 과학기술G7계획
과학기술G7계획은 대한민국 정부가 1997년 IMF 사태 이후 새로운 국가 경쟁력을 키우기 위한 범국가적인 과학기술 개발계획으로, 선진 7개국의 수준으로 끌어올리겠다는 목표를 가지고 추진하는 각종 과학 분야 기술 진흥과 기술 개발 프로젝트 지원 사업이다.
선정된 과학기술에 대한 집중투자, 연구사업관리의 효율화, 평가제도 개선 등을 통해 과학기술을 진흥하고자 의도하고 있다.
크게 제품기술개발, 원천기술개발로 분류되며 각 분야의 새로운 첨단과학기술개발을 발굴 육성한다.